# Keve vármegye
Keve vármegye egyike volt Magyarország első vármegyéinek. Szent István király hozta létre az államalapítás és a királyi vármegyerendszer megszervezése idején Kevevára központtal,  a mai Vajdaság déli részén. A törökökkel vívott háborúk során szűnt meg létezni legkésőbb valamikor az 1540-es években, mivel területe az elsők között került török hódoltság alá. Az 1876-os vármegyerendezés során felvetődött újbóli megszervezésének ötlete (még a Magyar Tudományos Akadémia is az ötlet mögé állt), ám ez végül mégsem történt meg.

## Földrajzi kiterjedése
Területe a mai Vajdaság legdélibb részére terjedt ki. A 20. század eleji Torontál és Temes vármegye déli részén, a Duna bal oldalán, keleten a Karas torkolatáig, nyugaton a Dunáig és a Temesig terjedt. Középső részét a terméketlen és néptelen Maksond mezeje foglalta el, melynek csak egy része volt az alibunári és delibláti mocsaras, homokos vidék.
Hunyadi János az ország déli részének védelme közben többször tartózkodott e vidéken, hol Kevén kívül a vármegye területén még két vár, Dombó és Tornistya, Kevén kívül két város, Barlod és Pancsaly (a mai Pancsova) és 66 helység állt.

## Történelme
Anonymus (44. fej.) szerint a honfoglaló magyarok elől Glád vezér Keve várába menekült, de csakhamar feladta a várat. A görögországi hadjáratokból 1073-ban visszatérő László és Géza hercegek, Thuróczi-krónika szerint, itt váltak el egymástól. 1201-ben már mint vármegyét, sőt 1238-ban egyúttal, mint várispánságot említik. 1223. III. Honoriusz pápa Margitot, III. Béla leányát, Kevevára és az egész vármegye úrnőjének nevezi; ezen Keve alatt azonban a Pétervárad és Újlak közt levő Kőt v. Bánmonostort kell érteni.
Keve vármegye első ismert ispánja (comese) Achileus országbíró. A vármegye székvárosában, Kevében, többször megfordult IV. László és I. (Nagy) Lajos király. Ennek a körülménynek és szerencsés fekvésének tulajdonítható, hogy a királyi városok közé emelkedett. 1392-ben már, mint ilyet említik. Várának fenntartását és védelmét Zsigmond magyar király 1435-ben a város lakosainak kötelességévé tette. Míg 1439-ben a megye rác lakosai Murád szultán 130,000 főnyi serege elől elszöktek, a magyarok otthon maradtak s ezeknek kiváltságait 1453-ban V. László meg is erősítette; ugyanakkor azonban gondoskodott a Csepel-szigetére menekült kevei rácokról is, kiknek Ábrahámteleke nevű gyarmatát utóbb Kis- vagy Rác-Kevének nevezték.
Várai azonban csakhamar pusztulásnak indultak, mindamellett, hogy Keve katonai megerősítését az 1478-iki országgyűlés is elrendelte. 1439-től fogva a főispánjainak neveit sem ismerjük. Az 1551-es török hadjárat úgy látszik teljesen megsemmisítette a vármegyét és csakhamar Kevét is, mely azonban a török hódítás második felében Kubin néven kezdett szerepelni. A törökök kiűzetése után nevét teljesen elveszítette a vármegye, és katonai igazgatás alá jutott. A katonai határőrvidék feloszlatásával az 1876. évi XXXIII. t.-c. részint Temes, részint Torontál vármegyéhez csatolta, noha 1872-ben a Magyar Tudományos Akadémia is folyamodott visszaállításért.

## Ismert főispánjai
| - 1201: Achileus kir. udvarbíró - 1208: Miklós kir. udvarbíró - 1209: Miklós kir. udvarbíró comes Kewenensis - 1209: Márton kir. udvarbíró - 1210: Miklós kir. udvarbíró - 1211: Marcellus kir. udvarbíró - 1212: Bánk bán - 1213: Poth - 1213: Hugo - 1214: Sebestyén - 1217: Rátót nb. Gyula kir. udvarbíró - 1219: Gyula kir. udvarbíró - 1221: Lőrinc kir. udvarbíró - 1225: Bánk bán - 1235: Kalajan a Szerémség ura - 1236-38: Gyula országbíró - 1240: Balázs - 1270: Dominicus Anselmus krassói főispán - 1272: Lőrinc kir. főpohárnokmester - 1273: Lőrinc kir. főpohárnokmester, krassói főispán - 1274: Herbord kir. főpohárnokmester, krassói főispán - 1274: Miklós kir. főpohárnokmester, krassói főispán - 1279 Ugrin kir. főpohárnokmester, krassói főispán |  | - 1291: Lőrinc krassói főispán és szörényi bán - 1347: Zechén (Széchenyi) Tamás volt erdélyi vajda és krassói főispán - 1348: Niclinus krassói főispán - 1349: Kathiz nb. Tamás de Zechen országbíró turóci főispán - 1355: Pelsőczi Bubek Dénes kir. főlovászmester és krassói főispán - 1363: Zubunya fia László - 1366: Pál fia Heem Benedek krassói főispán - 1370: Seeb fia Jakab - 1383-85: Koroghy István krassói főispán és macsói bán - 1389: Koroghy István Fülöp fia krassói főispán - 1405: Ozorai Pipó Temes Csanád Krassó és Keve vm. főispánja - 1407: Arad és Csongrád vm. főispánja is - 1428: Héderváry Lőrinc comes et castellanus de Keve - 1430: Thallóczy Matkó - 1431: Krassó és Csanád vm. főispánja is - 1432: kevei főispán és nándorfehérvári kapitány - 1432: Thallóczy Frank kevei főispán és nándorfehérvári kapitány - 1433: Thallóczy Matkó nándorfehérvári kapitány - 1434: a kunok bírája is - 1435: Thallóczy Frank - 1436: Thallóczy Frank de Ragusio csanádi kevei és krassói főispán nándorfehérvári kapitány - 1439: néhai szörényi bán nándorfehérvári kapitány is - későbbi ispánjai nem ismertek |